# ده قربانی
ده قربانی یک روستا در ایران است که در شهرستان سیرجان واقع شده‌است.